# Tour Neptune
Ne doit pas être confondu avec Tour Neptune (Arlon).
La tour Neptune est un gratte-ciel de bureaux situé dans le quartier d'affaires de La Défense, en France (précisément à Courbevoie). Elle est l'œuvre de l'architecte Michel Folliasson.
Construite en 1975, haute de 113 mètres, la tour Neptune est située en bord de Seine.
Il s'agit, au 13 mars 2007, de la 23e plus haute tour de la Défense.
Elle est occupée par Allianz (anciennement AGF).
C'est à proximité de cette tour qu'a été tourné le film Le Chat (1970).